# شورت (لاعب كريكت)
شورت (1780 بإنجلترا في المملكة المتحدة - ) (بالإنجليزية: Short)‏ هو لاعب كريكت بريطاني.